# Onthophagus laceratus
Onthophagus laceratus är en skalbaggsart som beskrevs av Gerstaecker 1871. Onthophagus laceratus ingår i släktet Onthophagus och familjen bladhorningar. Inga underarter finns listade i Catalogue of Life.